# Joseph Masson
Pour les personnes ayant le même patronyme, voir Masson.
Pour les autres membres de la famille, voir famille Masson (Terrebonne).
Joseph Masson, né à Saint-Eustache le 5 janvier 1791 et mort à Terrebonne le 15 mai 1847, est un homme d'affaires, politicien et seigneur canadien-français. 
Devenu le premier millionnaire francophone né au Canada, seigneur de Terrebonne, président des sociétés Masson, président de la City Gas, vice-président de la Banque de Montréal, président de l'association Saint-Jean-Baptiste et conseiller législatif du Bas-Canada, il innove dans l'industrie, le négoce, l'import-export, les transports et le recours au crédit pour développer les affaires.
Il est reconnu comme l'une des personnalités canadiennes les plus éminentes du monde des affaires au XIXe siècle, et fait partie du Panthéon des hommes d'affaires canadiens. Son histoire inspire des spectacles contemporains et des ouvrages pédagogiques.

## Biographie
Joseph Masson naît à Saint-Eustache, au Bas-Canada, en 1791. Son père, Antoine Masson, est un menuisier qui ne sait pas signer, ce qui est fréquent à cette époque, fils de Joseph Masson et de Marie-Louise Maisonneuve ; il est l'arrière-petit-fils du pionnier français Gilles Masson (1630-1716). La mère de Joseph, Suzanne Pfeiffer ou Payfer, est la fille du pionnier Henri-Paul Payfer (1739-1784), lieutenant et aide-major de milice, et de Marie-Catherine Éthier, sœur du député Joseph Éthier (1733-1816).
Le jeune Joseph suit des études pendant cinq ou six ans, à l'école primaire de Saint-Eustache, où il apprend à lire et à compter. Il entre en apprentissage à partir de 1807 comme commis chez un marchand de Saint-Benoît (Mirabel), et apprend la vie commerciale et ses différents aspects.

### L'import-export
Joseph Masson est engagé en mai 1812 par le marchand écossais Hugh Robertson qui le trouve « très débrouillard ». La maison d'import-export connaît des difficultés, et même une faillite en 1814. Mais Masson fait ses preuves, et obtient en 1815 la position d'associé avec 1/8e des revenus. Il est chargé des achats annuels en Écosse, puis de la responsabilité effective de la maison canadienne. Son contrat d'association avec les Robertson est revu en 1818 puis en 1819, à la mort de William Robertson, pour atteindre 50 % des profits.
En 1818, Joseph Masson épouse Marie-Geneviève-Sophie Raymond (1798-1882), fille du marchand Jean-Baptiste Raymond (1757-1825), seigneur du Lac-Matapédia et député de Huntingdon.
Masson consacre toute son énergie au développement de ses entreprises, et avoue vouloir « battre » et « faire tomber » tous ses concurrents. Sa compagnie d'import-export se développe et se diversifie ; en 1830, l'entreprise se compose de trois maisons : la W. and H. Robertson and Company, à Glasgow, dirigée par Hugh Robertson ; la Robertson, Masson, LaRocque and Company, à Montréal, dirigée par Masson ; la Masson, LaRocque, Strang and Company, à Québec, créée par Masson et dirigée par John Strang. Masson et Robertson détiennent plus de 80 % du capital de ces entreprises. Masson est alors l'homme d'affaires le plus impliqué dans les échanges avec le marché britannique au Canada.

### Les transports et l'énergie
Pour transporter ses marchandises, il achète en 1825 un bateau neuf de 290 tonneaux, qu'il baptise du prénom de sa femme, Sophie ; il achète ensuite, en totalité ou en participation, deux autres voiliers et un vapeur. Toujours dans le domaine des transports, il demande à la chambre d'Assemblée la construction d'un canal, la création d'une compagnie de navigation, et la construction d'un chemin de fer.
Joseph Masson participe en 1832 à la fondation du premier chemin de fer du Canada : le Chemin de fer Champlain et Saint-Laurent.
Masson s'intéresse aussi aux sociétés urbaines de fourniture de l'eau et d'éclairage par le gaz, à Montréal, Québec et Toronto. À l'invitation de ses associés, il prend une première participation à Montréal, et sa participation atteint en 1842 plus du tiers de la société du Gaz de Montréal. Il fonde avec John Strang en 1841 la Compagnie de l’eau et de l’éclairage au gaz de Québec, et fonde avec Furniss la City of Toronto Gas Light and Water Company, dont il est président.

### La banque

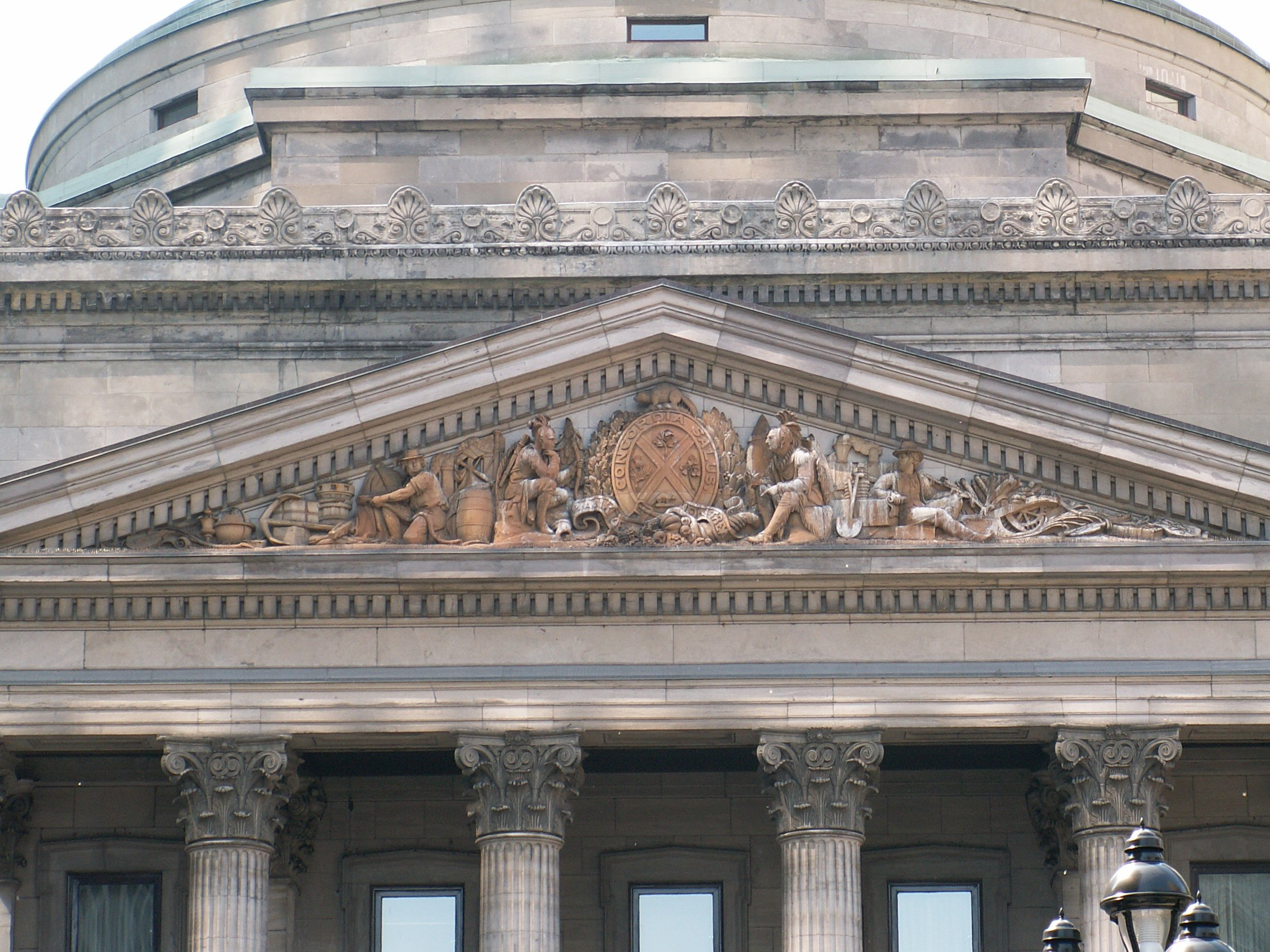
Banque de Montréal, le fronton (1845).

#### Vice-président de la banque de Montréal
La Banque de Montréal joue alors le rôle de banque centrale du Canada. Déjà actionnaire de la Banque du Canada, Joseph Masson achète des parts de la Banque de Montréal en 1824, et entre en 1826 au conseil d'administration. En 1830, Masson accroît largement sa participation, et atteint son but qui est en fait d'augmenter son crédit dans la région. Il est nommé en 1834 vice-président de la banque de Montréal.
Il a aussi affaire avec la Banque de la cité, à Montréal, la Gore Bank et la Commercial Bank du Midland District.

#### Recours systématique au crédit
Il est un des rares entrepreneurs de l'époque à profiter largement des organismes de crédit pour développer ses affaires. Il parvient à doubler son volume d'affaires en recourant systématiquement au crédit, et il a du mal à convaincre son associé écossais à en faire autant.

### Les entreprises Masson
Masson est le dirigeant effectif des trois entreprises du groupe ; cette situation se reflète désormais dans l'actionnariat et les raisons sociales des sociétés, qui deviennent : Joseph Masson, Sons and Company (Montréal) ; Masson, Langevin, Sons and Company (Québec) ; Masson, Sons and Company (Glasgow), cette dernière société, basée en Écosse, a surtout vocation de gérer les achats.
Il est considéré comme le premier millionnaire canadien-français.

### Seigneur de Terrebonne

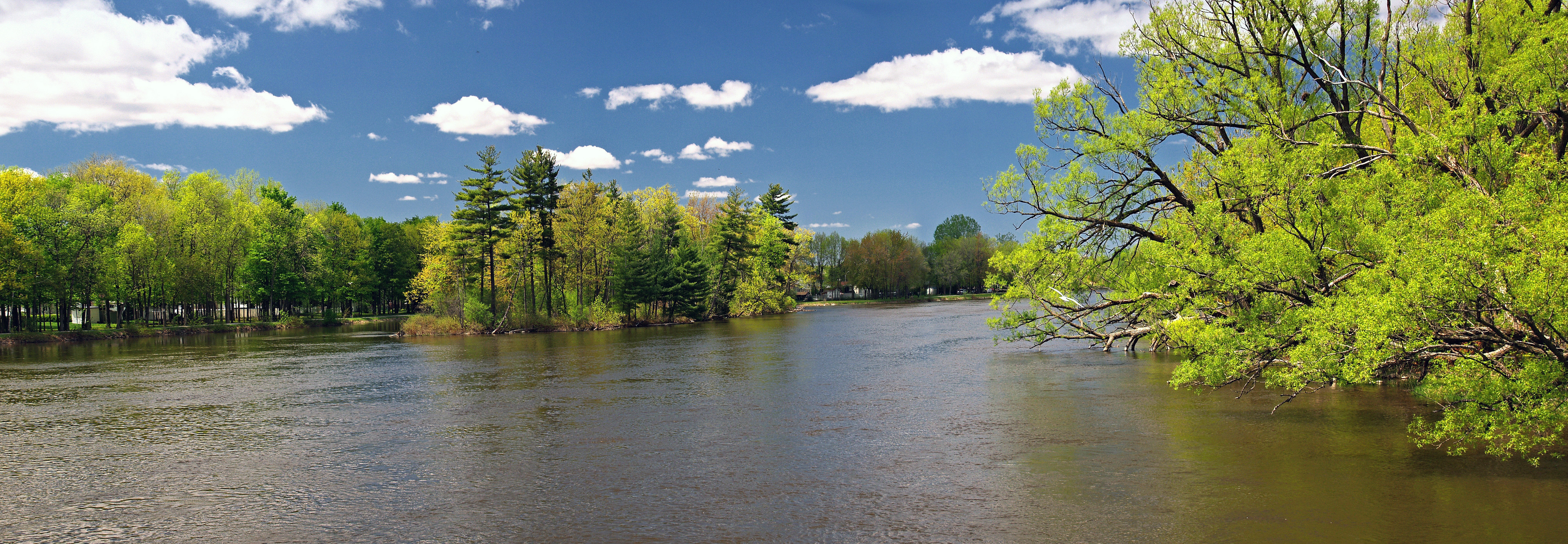
La rivière des Mille Îles à Terrebonne se prête aux moulins et à l'activité industrielle.

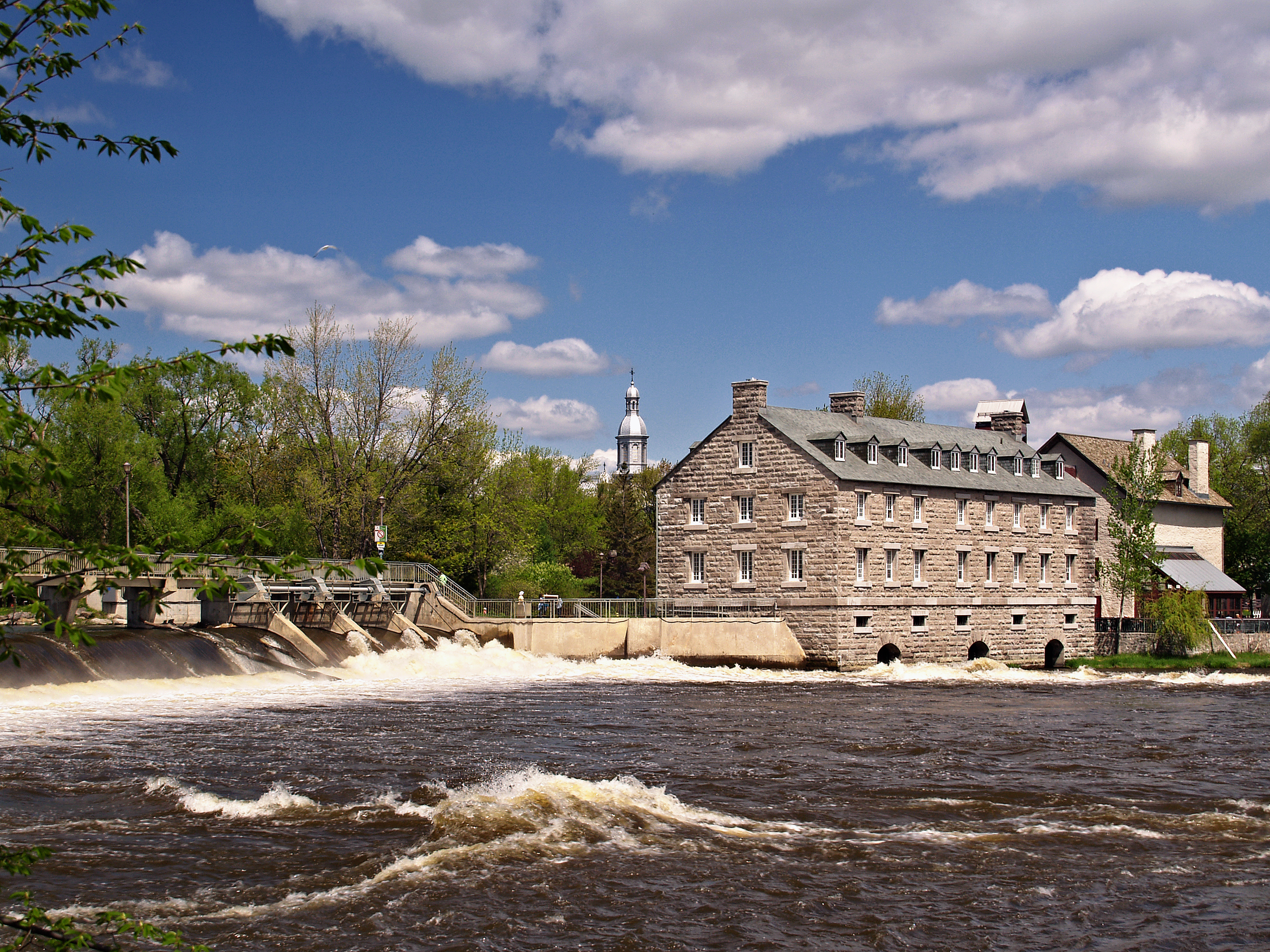
Masson fait construire le grand Moulin neuf de l'île des Moulins en 1846.

Pour asseoir dignement sa réussite, Joseph Masson acquiert en 1832 la seigneurie de Terrebonne, selon le régime seigneurial de la Nouvelle-France.
C'est surtout une question de prestige, mais il ne tarde pas faire de sa seigneurie une entreprise très rentable, après en avoir développé le commerce et l'industrie. La seigneurie compte notamment sur son territoire un des plus importants centres industriels de la région, celui de l'Île des Moulins de Terrebonne. Masson en augmente la production, fait construire une forge, des greniers, et un nouveau moulin, plus grand que les autres, le Moulin neuf de l'île des Moulins, qui est encore en activité. Techniquement, il innove en faisant utiliser la turbine, alors appelée « roue à réaction », technologie nouvelle importée des États-Unis.
Ainsi, au-delà du prestige aristocratique, Masson rentabilise rapidement sa seigneurie et en tire de confortables revenus supplémentaires, lui rapportant certaines années plus de 3 000 $ canadiens.

### Activité politique

#### Conseiller législatif, décline la mairie de Montréal
Masson est nommé au Conseil législatif du Bas-Canada en 1834.
Lorsque Montréal retrouve son autonomie municipale, il est élu conseiller en décembre 1842. Le Conseil propose alors à Joseph Masson d'être le nouveau maire de Montréal, ce qu'il décline, mais il est élu échevin en 1843. Il est aussi capitaine de milice, juge de paix, membre de la Chambre de commerce de Montréal (alors Committee of Trade, plus tard Board of Trade). Il est le premier marguillier de la paroisse Notre-Dame de Montréal, et participe à la construction de la nouvelle basilique Notre-Dame.

#### Loyaliste par intérêt, patriote de cœur

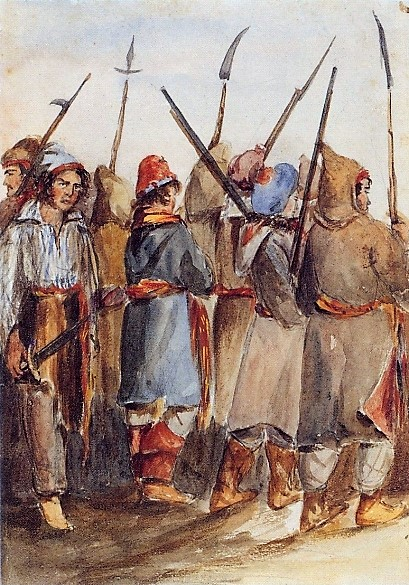
Masson obtient un accord avec les rebelles patriotes en novembre 1838.

Masson est généralement loyaliste par intérêt pour ses affaires. Il est même en 1837 le commissaire chargé de faire prêter le serment de fidélité.
Lors de la rébellion des Patriotes, il mène en novembre 1838 les négociations pour le parti loyaliste, et réussit une conciliation avec les rebelles de la région, en promettant qu'il n'y aura pas d'arrestation. Cet « accord Masson » est accepté par les parties, mais ensuite il n'est pas complètement respecté par les institutions : l'amnistie promise se trouve sujette à une controverse juridique, et n'est pas appliquée pour tous.
Masson est donc plutôt loyaliste, mais il n'en oublie pas moins sa fibre patriotique lorsqu'il cache chez lui Louis-Joseph Papineau, dont la tête est mise à prix en 1837, ou quand il accepte en 1845 d'être élu le troisième président de l'association Saint-Jean-Baptiste.

### Décès, postérité
Joseph Masson est mort en 1847 à Terrebonne. Ses obsèques sont relatées dans La Minerve.

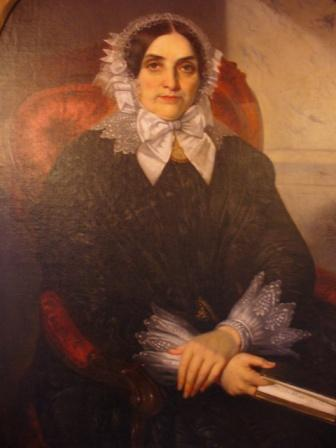
Sophie Raymond Masson.

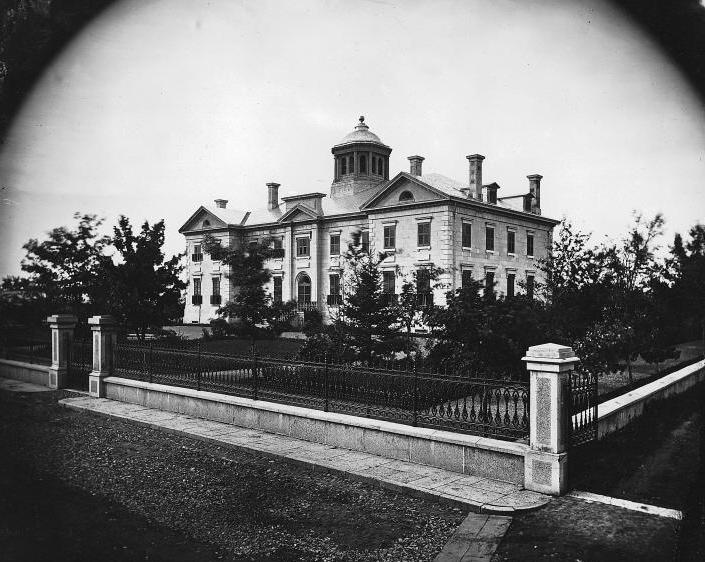
Le manoir Masson à Terrebonne (1865).

Après sa mort, sa femme, Sophie Masson née Raymond, encourage ses fils aînés dans leur carrière et dans la poursuite des activités commerciales de leur père.
Elle s'occupe elle-même de la seigneurie : elle crée le bureau seigneurial en 1850, fait construire le manoir Masson de 1848 à 1854, et développe les moulins. Elle fonde en 1847 le collège Masson de Terrebonne et en fait construire le nouvel édifice, plus grand, en 1855-1856. Le pont Sophie-Masson porte son nom.
Joseph et Sophie Masson ont douze enfants, parmi lesquels :
- Isidore Édouard Candide Masson (1826-1875), homme d'affaires, conseiller législatif, fondateur de Sainte-Marguerite-du-Lac-Masson[13].
- Louis François Rodrigue Masson (1833-1903), Président du Conseil privé de la Reine pour le Canada, lieutenant-gouverneur du Québec[14].

Les fonds d'archives de la famille Joseph Masson et de la succession Joseph Masson sont conservés au centre d'archives de Montréal de Bibliothèque et Archives nationales du Québec.

## Hommages

### Personnalité reconnue éminente et exemplaire

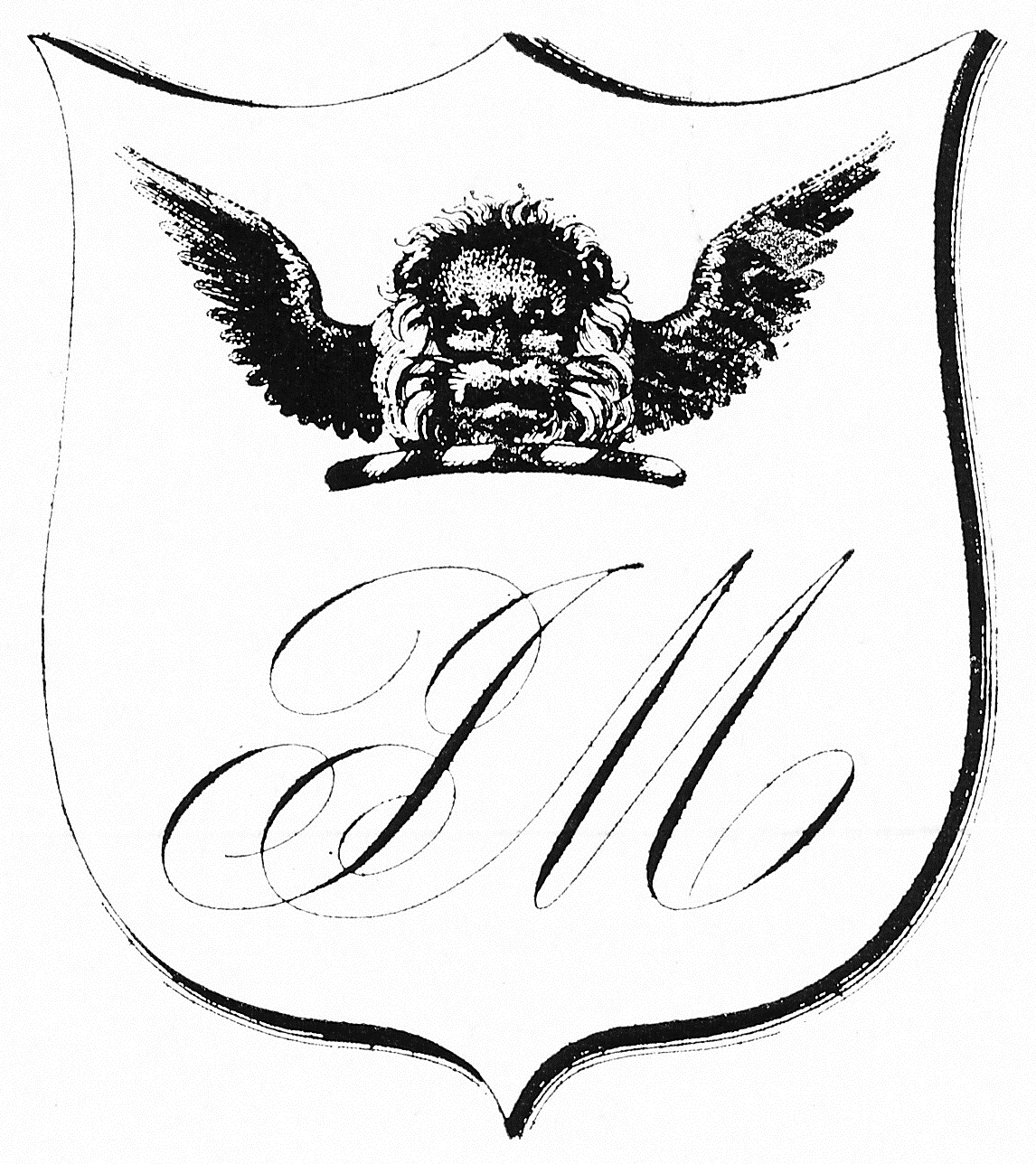
Ex-libris de Joseph Masson : tête de lion ailée et monogramme JM.

Joseph Masson est reconnu depuis 1979 comme l'une des personnalités canadiennes les plus éminentes du monde des affaires, au sein du Panthéon des hommes d'affaires canadiens.
Une plaque commémorative posée en 1951 sur l'ancien manoir Masson, par la Commission des monuments et des sites historiques et artistiques, dit notamment que Joseph Masson « a mérité d’être cité en exemple à tous les Canadiens ».

### Masson en toponymie
Son nom est conservé dans la toponymie québécoise :
- La circonscription Masson est une circonscription électorale québécoise, ainsi nommée en souvenir de Joseph Masson et de ses fils.
- À Montréal, l'avenue Masson, la rue Masson, la promenade Masson portent son nom.
- Le lac Masson et la ville de Sainte-Marguerite-du-Lac-Masson portent son nom (celui de son fils).
- Le manoir Masson, devenu le Collège Saint-Sacrement, affiche encore les portraits en couleurs de Joseph Masson et de sa femme.
- Le pont Sophie-Masson, qui relie Laval à Terrebonne, porte le nom de la veuve de Joseph Masson.

### Joseph Masson dans les arts et la culture
Joseph Masson est raconté ou évoqué dans des spectacles historiques, des animations théâtrales, des livrets pédagogiques, des émissions de radio.

#### Spectacles historiques
Plusieurs spectacles historiques s'inspirent de sa vie ou en retracent des épisodes. Raynald Michaud réalise ainsi trois spectacles l'évoquant. Le premier est une fresque historique, Île des Moulins, Animations théâtrales, en 1988, où le quatrième tableau lui rend hommage. Deux ans plus tard, un spectacle historique en quinze scènes lui est entièrement consacré : Masson, du rêve à la légende, par Raynald Michaud, avec une musique originale de Philippe Pilette et une chorégraphie de Lise Boyer, en 1990. Le spectacle Bi-eau-graphie de l'Île-des-Moulins, en 1995, consacre ses tableaux 7 et 8 à Joseph Masson.

#### Livrets pédagogiques
L'histoire de Joseph Masson est aussi utilisée à but pédagogique et culturel. Louis Pilon publie un cahier pédagogique en bande dessinée en 1989. André Fontaine écrit le livret pédagogique Les moulins de Terrebonne, publié par le ministère de la Culture du Québec en 2003.

#### Émissions de radio
Des émissions de radio évoquent son épopée. Sur la Première Chaîne de Radio-Canada, le journaliste et homme politique Léon Trépanier retrace le 19 novembre 1947 l'histoire de Joseph Masson, « premier millionnaire canadien-français, propriétaire de la seigneurie de Terrebonne ». Plus de soixante ans après, toujours sur Radio-Canada, l'historien et conférencier Marcel Tessier évoque en 2010 « le premier millionnaire au Québec, Joseph Masson ».